# Rovaeanthus

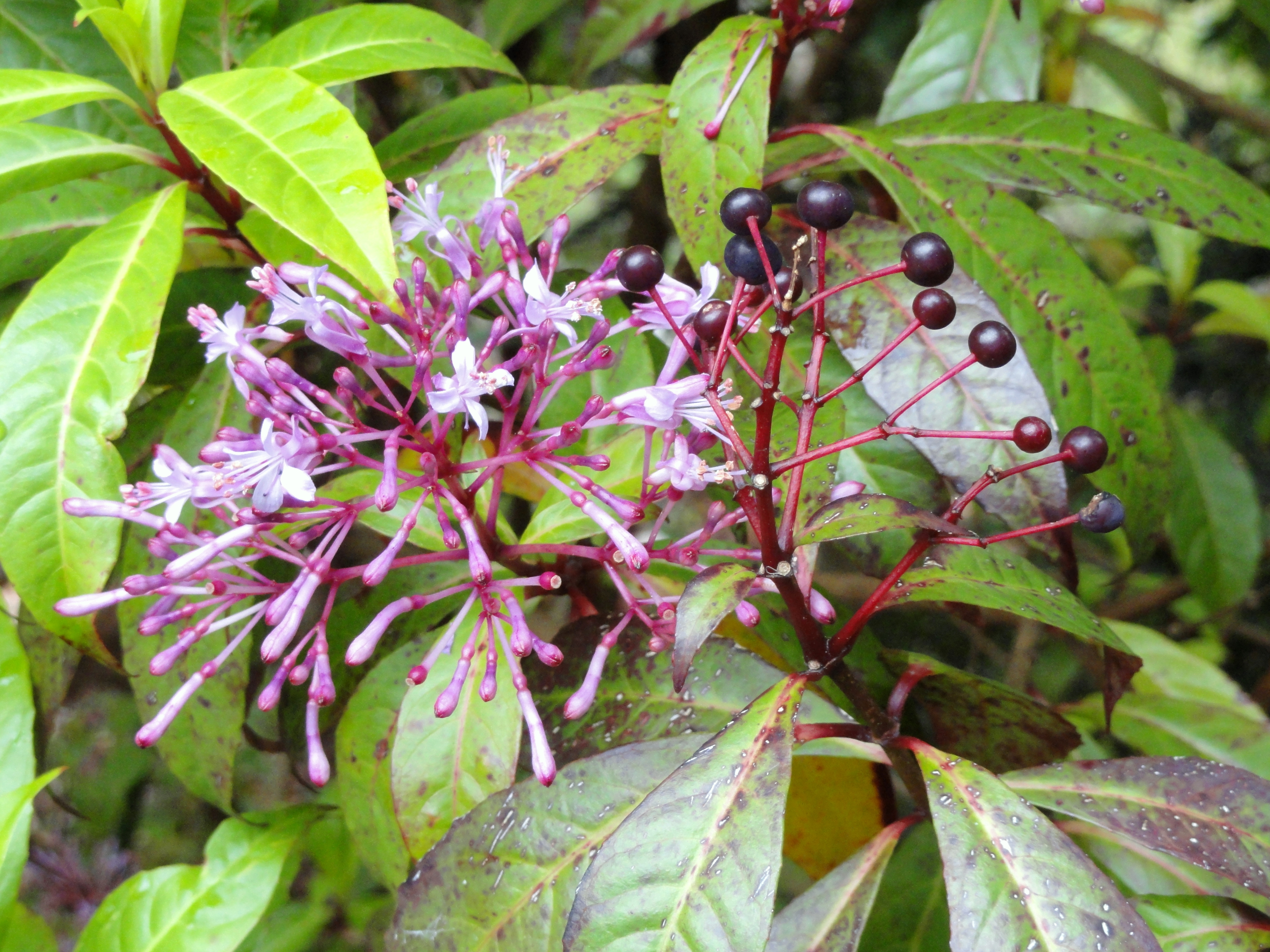
Hoa Roveanthus là chi thực vật có hoa thuộc họ Thiến thảo.

Rovaeanthus là một chi thực vật có hoa trong họ Thiến thảo (Rubiaceae).

## Loài
Chi Rovaeanthus gồm các loài: